# Marcin Karolewski
Marcin Karolewski (* 16. Dezember 2002) ist ein polnischer Sprinter, der sich auf den 400-Meter-Lauf spezialisiert hat.

## Sportliche Laufbahn
Erste internationale Erfahrungen sammelte Marcin Karolewski im Jahr 2021, als er bei den U20-Europameisterschaften in Tallinn mit der polnischen 4-mal-400-Meter-Staffel zum Finaleinzug verhalf. 2023 schied er bei den U23-Europameisterschaften in Espoo mit 21,94 s im Halbfinale im 200-Meter-Lauf aus und bei den World Athletics Relays 2025 in Guangzhou kam er über 4-mal 400 Meter zum Einsatz. Im Juli belegte er bei den World University Games in Bochum in 46,16 s den sechsten Platz im 400-Meter-Lauf und siegte in 3:15,58 min in der Mixed-Staffel über 4-mal 400 Meter sowie in 3:03,64 min auch mit der Männerstaffel.
2022 wurde Karolewski polnischer Meister in der 4-mal-100-Meter-Staffel sowie 2023 und 2024 Hallenmeister in der 4-mal-200-Meter-Staffel.

## Persönliche Bestzeiten
- 200 Meter: 20,96 s (−0,8 m/s), 17. Juni 2023 in Jelenia Góra
  - 200 Meter (Halle): 21,48 s, 4. Februar 2023 in Toruń
- 400 Meter: 45,92 s, 22. Juli 2025 in Bochum
  - 400 Meter (Halle): 47,10 s, 23. Februar 2025 in Toruń